# Іссуфу Абдулразак
Іссуфу Абдулразак (англ. Abdoul Razak Issoufou Alfaga}, нар. 26 грудня 1994) — нігерський тхеквондист, 
срібний призер Олімпійських ігор 2016 року, чемпіон світу.

## Виступи на Олімпіадах
| Олімпіада           | Дисципліна  | Місце |
| ------------------- | ----------- | ----- |
| Ріо-де-Жанейро 2016 | понад 80 кг | 2     |
| Токіо 2020          | понад 80 кг | 9     |
| Париж 2024          | понад 80 кг | 7     |